# Köln-Rodenkirchen
Köln-Rodenkirchen este sectorul 2 al orașului Köln, care cuprinde cartierele: Bayenthal, Godorf, Hahnwald, Immendorf, Marienburg, Meschenich, Raderberg, Raderthal, Rodenkirchen, Sürth, Rondorf (cu Hochkirchen), Weiß, Zollstock.